# جونپی گومیکاوا
جونپی گومیکاوا (انگلیسی: Junpei Gomikawa; ۱۵ مارس ۱۹۱۶ – ۸ مارس ۱۹۹۵) رمان‌نویس، و نویسنده اهل ژاپن بود.